# Cerdedo
Cerdedo település Spanyolországban, Pontevedra tartományban. Cerdedo Forcarei, Cotobade, Campo Lameiro és A Estrada községekkel határos. Lakosainak száma 1781 fő (2016).

## Népesség
A település népessége az elmúlt években az alábbi módon változott:
| Lakosok száma | 2523 | 2308 | 2333 | 2402 | 2350 | 2299 | 2297 | 1865 | 1860 | 1781 |
|               | 2001 | 2004 | 2005 | 2007 | 2008 | 2010 | 2011 | 2013 | 2014 | 2016 |